# Sŏsŏng
Sŏsŏng (kor. 서성구역, Sŏsŏng-guyŏk) – jedna z 19 dzielnic stolicy Korei Północnej, Pjongjangu. Znajduje się w zachodniej części miasta. W 2008 roku liczyła 147 138 mieszkańców. Składa się z 15 osiedli (kor. dong). Graniczy z dzielnicami Moranbong od zachodu i Hyŏngjesan od południa.

## Historia
We wrześniu 1946 roku tereny dzielnicy zostały włączone do Pjongjangu. Znalazły się wtedy w administracyjnych granicach zachodniej dzielnicy miasta (kor. 서구, Sŏ-gu). Jako samodzielna jednostka administracyjna dzielnica Sŏsŏng powstała we wrześniu 1959 roku.

## Podział administracyjny dzielnicy
W skład dzielnicy wchodzą następujące jednostki administracyjne:
| Nazwa jednostki administracyjnej | Rodzaj jednostki administracyjnej | Chosŏn'gŭl | Hancha  |
| -------------------------------- | --------------------------------- | ---------- | ------- |
| Changsin-dong                    | osiedle                           | 장산동     | 長山洞  |
| Sanghŭng-dong                    | osiedle                           | 상흥동     | 上興洞  |
| Sŏkbong-dong                     | osiedle                           | 석봉동     | 石峰洞  |
| Changgyŏng-1-dong                | osiedle                           | 장경1동    | 長慶1洞 |
| Changgyŏng-2-dong                | osiedle                           | 장경2동    | 長慶2洞 |
| Chungsin-dong                    | osiedle                           | 중신동     | 中新洞  |
| Hasin-dong                       | osiedle                           | 하신동     | 下新洞  |
| Sŏch'ŏn-dong                     | osiedle                           | 서천동     | 西川洞  |
| Wasan-dong                       | osiedle                           | 와산동     | 臥山洞  |
| Namgyo-dong                      | osiedle                           | 남교동     | 南僑洞  |
| Ryŏnmot-dong                     | osiedle                           | 련못동     | 련못洞  |
| Sangsin-dong                     | osiedle                           | 상신동     | 上新洞  |
| Sŏsan-1-dong                     | osiedle                           | 서산1동    | 西山1洞 |
| Sŏsan-2-dong                     | osiedle                           | 서산2동    | 西山2洞 |
| Kinjae-dong                      | osiedle                           | 긴재동     | 긴재洞  |